# Walworth (Wisconsin)
Walworth è un villaggio degli Stati Uniti d'America, situato in Wisconsin, nella contea di Walworth.